# Paul-Heinrich Dähne
Paul-Heinrich Dähne (7 de julho de 1921 - 24 de abril de 1945) foi um oficial alemão que serviu durante a Segunda Guerra Mundial. Foi condecorado com a Cruz de Cavaleiro da Cruz de Ferro.

## Carreira militar
Paul-Heinrich Dähne ingressou na Luftwaffe no ano de 1939, permanecendo em treinamento até o final do ano de 1941, quando ingressou como Leutnant no 2./JG 52 que servia na Frente Oriental.
Após passar algum tempo no fronte, Dähne realizou o seu primeiro abate sobre o mar do Norte no dia 26 de agosto de 1942, totalizando 15 aeronaves abatidas até o final do mesmo ano. No ano seguinte abateu um número maior de aeronaves, tendo abatido um total de 56 entre os dias 5 de julho e 23 de dezembro de 1943. Devido a esses resultados, foi condecorado com o Troféu de Honra da Luftwaffe no dia 13 de setembro de 1943 e designado Staffelkapitän do 2./JG 52.
Já no ano seguinte, foi condecorado com a Cruz Germânica em Ouro no dia 10 de janeiro de 1944 e nomeado Staffelkapitän do 12./JG 11. Mais alguns meses depois, foi condecorado com a Cruz de Cavaleiro da Cruz de Ferro no dia 6 de abril de 1944 ao abater a sua 76 aeronave. A atual unidade de Dähne servia no fronte ocidental, sendo nesta mesma semana enviado de volta para a frente oriental, abatendo mais 23 aeronaves até o final do ano.
No ano de 1945, o então Hauptmann Dähne foi designado comandante do II./Jagdgeschwader 11, sendo esta unidade retirada do fronte para receber o novo caça Heinkel He 162 "Volksjäger" no dia 11 de abril de 1945.
Durante um voo de treinamento no dia 24 de abril de 1945 em Warnemünde, o Hauptmann Paul-Heinrich Dähne teve o seu assento ejetável acionado erroneamente, sendo desta forma arremessado contra a capota do cockpit, causando-lhe morte instantânea. Atingiu a marca de 600 missões de combate, sendo atribuído a ele um total de 99 aeronaves abatidas.

### Patentes
- Oberleutnant
- Hauptmann

### Condecorações
| Troféu de Honra da Luftwaffe       | 13 de setembro de 1943 |
| Cruz Germânica em Ouro             | 10 de janeiro de 1944  |
| Cruz de Ferro 2ª Classe            |                        |
| Cruz de Ferro 1ª Classe            |                        |
| Cruz de Cavaleiro da Cruz de Ferro | 6 de abril de 1944     |